# Jordi Hurtado i Torres
Jordi Hurtado i Torres (Sant Feliu de Llobregat, 16 de juny de 1957) és un presentador i actor de doblatge català, conegut per diversos concursos de TVE, especialment per Saber y Ganar (La 2) i pel doblatge del personatge Epi de Barri Sèsam.

## Biografia
Des del 1985 és conegut a Espanya per les seves aparicions a televisió espanyola. És familiar llunyà del periodista Jordi Évole, atès que l'avi d'Évole i el pare d'Hurtado eren cosins germans i originaris del poble de Garrovillas de Alconétar.
Anteriorment havia adquirit experiència a la ràdio, presentant el programa La radio al sol, a Ràdio Barcelona de la Cadena SER, espai guanyador del Premi Ondas el 1982.
Als anys 1990 va ser un dels actors de doblatge que va donar veu a Epi, del programa infantil Barrio Sésamo.
El 1985 va debutar amb el concurs Si lo sé no vengo, que presentava amb Virginia Mataix. Un programa d'èxit que es va mantenir en antena fins al 1988. Va ser el seu primer contacte professional amb el realitzador Sergi Schaaff, amb qui en el futur va tornar a coincidir en altres projectes, entre altres la primera versió només per al circuit català de TVE del 3x4. A la temporada 1989-1990, va presentar el miniconcurs La liga del millón, dins del programa esportiu Estudio Estadio, però va fracassar i van retirar l'espai. Va compaginar aquell treball amb l'espai La alegría de la casa a la Cadena SER.
El 1990 va conduir el concurs Pictionary, que va començar al circuit català de TVE i que el 1991 va passar a emetre's per tot Espanya. El 1992 presenta Carros de juego i el 1993, Juguemos al Trivial. El 1994 va coincidir amb Almudena Ariza a la presentació de l'altre concurs que només es va mantenir un mes a pantalla: ¿Cómo lo hacen? El 1997 es va incorporar al nou projecte de Sergi Schaaff, el concurs diari de cultura general Saber y ganar, que dirigeix des d'aquell any a La 2.
El 2007-2008 va presentar el programa Memòries de la tele al circuit català de La 2 de TVE, en què es repassa la història dels programes i dels personatges al llarg de la història de TVE a Catalunya.
El 2015 va realitzar un cameig a la sèrie de televisió El Ministerio del Tiempo. El maig del 2016 va estar de baixa laboral per primer cop en dinou anys per sotmetre's a una operació. Va tornar-hi el 9 de juny del 2016.

### Anècdotes
Per la seva llarga carrera a la televisió, a Internet s'han fet populars diferents bromes i mems especulant que pogués ser immortal, un holograma o un extraterrestre.

## Ràdio
- 1981 Lo toma o lo deja, Ràdio Barcelona de la Cadena SER.
- 1982 Radio al sol, Ràdio Barcelona de la Cadena SER, Premio Ondas el 1982.
- 1990 La alegría de la casa

## Televisió
- 1985-1988 Si lo sé no vengo amb Virginia Mataix, de Sergi Schaaff
- 1986-1987 3x4
- 1989-1990 La liga del millón, en Estudio Estadio
- 1990 Pictionary
- 1992 Carros de Juego
- 1993 Juguemos al Trivial
- 1994 ¿Cómo lo hacen? amb Almudena Ariza
- 1997-actualitat Saber y Ganar, de Sergi Schaaff
- 2007-2008 Memòries de la tele
- 2014 Saber y ganar: Parte de tu vida, de Sergi Schaaff